# Oberamt Besigheim

Karte der württembergischen Oberämter, Stand 1926

Das Oberamt Besigheim war ein württembergischer Verwaltungsbezirk (auf beigefügter Karte #4), der 1934 in Kreis Besigheim umbenannt und 1938 aufgelöst wurde, wobei seine Gemeinden den Landkreisen Ludwigsburg und Heilbronn zufielen. Allgemeine Bemerkungen zu württembergischen Oberämtern siehe Oberamt (Württemberg).

## Geschichte

Oberamt Besigheim, Gebietsstand 1813, mit den früheren Herrschafts- und Ämtergrenzen
Legende

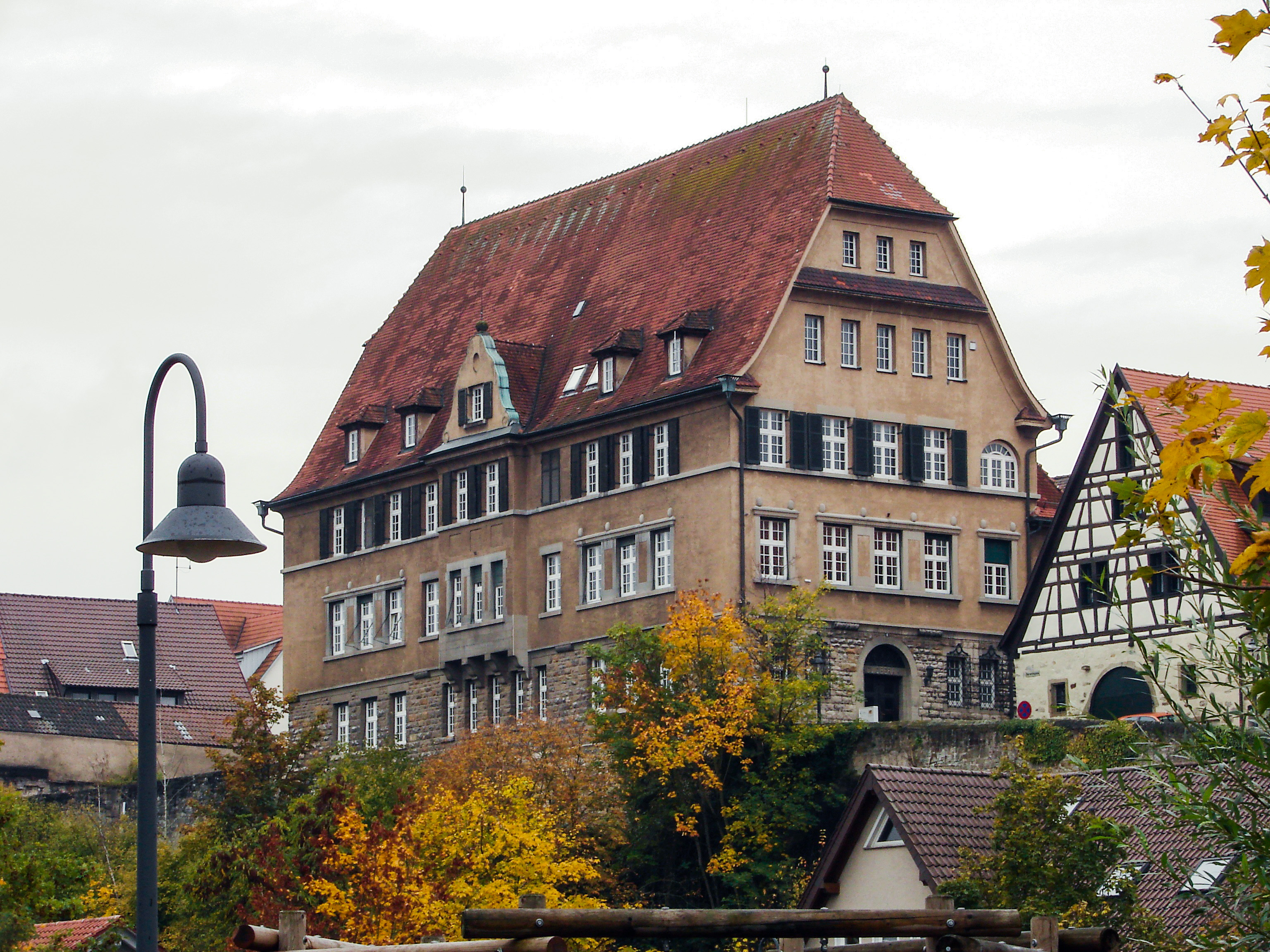
Das ehemalige Oberamtsgebäude in Besigheim (Foto 2007)

Obwohl große Teile der zwischen den Zentren Stuttgart und Heilbronn gelegenen Region schon lange vor 1800 zu Württemberg gehörten, bildete das Gebiet keine historische Einheit. Die Kleinstädte Bietigheim, Lauffen, bereits im 14. Jahrhundert zu Württemberg gekommen, und auch das bis 1595 badische Besigheim fungierten jeweils als Verwaltungsmittelpunkt eines eigenen Amts. Der Erwerb des zuvor kurmainzischen Städtchens Bönnigheim rundete 1785 den württembergischen Besitz ab, so dass die Umwälzungen der napoleonischen Zeit nur noch geringen Gebietszuwachs einbrachten. Die 1806 begonnene Verwaltungsreform fügte die jeweils nur wenige Orte umfassenden Oberämter Besigheim, Bietigheim, Bönnigheim und Lauffen sowie einige kleinere Bestandteile zum neuen Oberamt Besigheim zusammen. Es grenzte an die Oberämter Heilbronn, Marbach, Ludwigsburg, Vaihingen und Brackenheim. Ab 1810 war es der Landvogtei an der Enz unterstellt, von 1818 bis 1924 gehörte es zum Neckarkreis.
1926 umfasste der Bereich des Oberamts Besigheim 19 Gemeinden mit einer Gesamtfläche von 167,49 km². Innerhalb des Oberamtsbereichs befanden sich 14.639 Gebäude, darunter 6929 Nebengebäude. Die Wohnbevölkerung betrug 1925 rund 39.500 Personen.
Nach der Auflösung des Kreises Besigheim 1938 kamen fast alle Städte und Gemeinden zum Kreis Ludwigsburg, nur die Stadt Lauffen am Neckar und die Gemeinden Ilsfeld, Neckarwestheim und Schozach gingen an den Kreis Heilbronn. Das Gericht des Oberamts, das heutige Amtsgericht Besigheim, blieb hingegen bis heute bestehen.

## Ehemalige Herrschaften
1813, nach Abschluss der Gebietsreform, setzte sich der Bezirk aus Bestandteilen zusammen, die im Jahr 1800 zu folgenden Herrschaften gehört hatten:
- Herzogtum Württemberg
  - Oberamt Besigheim: Besigheim, Hessigheim, Walheim;
  - Oberamt Bietigheim: Bietigheim, Groß- und Kleiningersheim, Löchgau;
  - Oberamt Bönnigheim: Bönnigheim, Erligheim;
  - Oberamt Lauffen: Lauffen, Gemmrigheim, Ilsfeld, Wüstenhausen;
  - Oberamt Brackenheim: Hofen, Stabsamt Kirchheim;
  - Oberamt Sachsenheim: Metterzimmern;
  - Kammerschreibereigut
    - Stabsamt Freudental;
    - Stabskellerei Liebenstein mit Kaltenwesten;

  - Rentkammer: Stettenfels mit Unter- und Obergruppenbach.
- Grafschaft Löwenstein
Zu der seit 1504 unter württembergischer Lehns- und Landeshoheit stehenden Grafschaft gehörte Abstatt.
- Reichsritterschaft
Beim Kanton Kocher der schwäbischen Ritterschaft waren Hohenstein (Freiherr von Schütz-Pflummern, 1804 an Württemberg verkauft) und Schozach (Freiherr von Sturmfeder, durch Rheinbundakte 1806 an Württemberg) immatrikuliert.

## Gemeinden

### Einwohnerzahlen 1851
Folgende Gemeinden waren 1851 dem Oberamt unterstellt:
| frühere Gemeinde               | Einwohnerzahl 1851 | Einwohnerzahl 1851 | Einwohnerzahl 1851 | heutige Gemeinde     |
|                                | evangel.           | kathol.            | Juden              |                      |
| ------------------------------ | ------------------ | ------------------ | ------------------ | -------------------- |
| Besigheim                      | 2.625              | 6                  | —                  | Besigheim            |
| Bietigheim                     | 3.173              | 13                 | —                  | Bietigheim-Bissingen |
| Bönnigheim                     | 2.521              | 12                 | —                  | Bönnigheim           |
| Erligheim                      | 813                | 1                  | —                  | Erligheim            |
| Freudenthal                    | 496                | 8                  | 364                | Freudental           |
| Gemmrigheim                    | 1.074              | —                  | —                  | Gemmrigheim          |
| Groß-Ingersheim                | 1.532              | 5                  | —                  | Ingersheim           |
| Hessigheim                     | 1.025              | 3                  | —                  | Hessigheim           |
| Hofen                          | 485                | 2                  | —                  | Bönnigheim           |
| Hohenstein                     | 368                | —                  | —                  | Bönnigheim           |
| Ilsfeld mit Wüstenhausen       | 2.313              | 3                  | —                  | Ilsfeld              |
| Kaltenwesten 1 mit Liebenstein | 1,558              | 12                 | —                  | Neckarwestheim       |
| Kirchheim                      | 1.705              | 2                  | —                  | Kirchheim am Neckar  |
| Klein-Ingersheim               | 622                | 9                  | —                  | Ingersheim           |
| Lauffen Stadt und Dorf         | 4.311              | 19                 | —                  | Lauffen am Neckar    |
| Löchgau                        | 1.755              | 5                  | —                  | Löchgau              |
| Metterzimmern                  | 750                | —                  | —                  | Bietigheim-Bissingen |
| Schotzach 2                    | 351                | —                  | —                  | Ilsfeld              |
| Wahlheim 3                     | 1.220              | 1                  | —                  | Walheim              |
| gesamt                         | 28.703             | 101                | 364                |                      |

### Änderungen im Gemeindebestand seit 1813

Gemeinden und Markungen um 1860

1842 wurden die Gemeinden Abstatt und Untergruppenbach vom Oberamt Besigheim zum Oberamt Heilbronn versetzt.
1930 wurde Metterzimmern nach Bietigheim eingemeindet.

## Amtsvorsteher
- 1807–1816: Karl Friedrich von Weiß
- 1816–1819: Ernst Gustav von Rümelin
- 1819–1823: Christoph Friedrich Schott
- 1823–1831: Ludwig Gottlieb August von Gärttner
- 1831–1842: Gottlieb Ludwig Heinrich von Gess
- 1843–1857: Jacob Friedrich von Magenau
- 1858–1874: Ludwig Adolph Friedrich Müller
- 1874–1896: Gustav Reuß
- 1896–1901: Andreas Scheffold
- 1901–1911: Eugen Zimmermann
- 1911–1918: Robert Held
- 1918–1919: Karl Kircher (Amtsverweser)
- 1919–1922: Oskar Rupp
- 1922–1931: Wilhelm Wandel
- 1931–1933: Walther Fuchs
- 1934–1938: Hermann Thierfelder